# Rey (Iran)
Rey, Ray, Rhages o Rages (in persiano ری‎; in arabo ري‎?, Rayy; in greco antico: Ῥάγαι?, Rhágai; in latino Rhagae), nota anche come Shahr-e Rey (in persiano شهر ری‎), cioè "città di Rey" è la più antica città esistente nella provincia di Teheran, in Iran. È il capoluogo dello shahrestān di Rey, circoscrizione Centrale.

## Storia e cultura
Si pensa che la città abbia oltre 5000 anni, e che venne fondata durante l'impero dei Medi. Era nota in tempi classici come Rhagae. È citata numerose volte negli apocrifi (Libro di Giuditta 1:5, 15; Libro di Tobia 1:14, 5:5, 6:10). Il suo nome risale a prima dei Medi. Alcuni storici ne attribuiscono la fondazione agli antichi re mitologici, mentre altri pensano che Rey fosse la sede da cui s'irradiò l'antichissimo messaggio religioso dello Zoroastrismo, tutt'oggi seguito, ancorché fortemente minoritario.
Rey è più ricca di qualsiasi altra città citata antica per numero di monumenti storici, tra i quali spiccano il castello di Gebri vecchio 3000 anni, il Cheshmeh ʿAlī di 5000 anni, la millenaria tomba di Bibi Shahr Banu e il caravanserraglio di Shāh ʿAbbāsī. Tra i suoi cittadini illustri vi è il grande scienziato Rhazes, nome latinizzato di Abū Bakr Muḥammad ibn Zakariyyāʾ al-Rāzī .
Dopo la conquista mongola, la città fu seriamente danneggiata e perse gradualmente importanza a scapito della vicina Teheran.
Rey contiene un famoso santuario dell'esponente sciita Shah Abdol-Azim appartenente della quinta generazione discendente da al-Ḥasan ibn ʿAlī, nonché compagno di Muḥammad al-Taqī. Egli fu inumato in questo luogo nel IX secolo. Un altro edificio rilevante è la torre del XII secolo, chiamata Borj-e Ṭughril, in onore del Sultano selgiuchide Tughril Bey.
Vi è anche un santuario che commemora la principessa Shahr Banu, figlia maggiore dell'ultimo Shāhanshāh dell'Impero sasanide. Diede alla luce ʿAlī b. al-Ḥusayn Zayn al-ʿĀbidīn, quarto Imam sciita. Suo marito era al-Ḥusayn b. ʿAlī, nipote di Maometto, profeta dell'Islam. La stessa principessa dà il nome anche ad una vicina montagna. Alcune fonti attribuiscono il santuario alla dea pagana della fertilità e dell'acqua, Anahita, sostenendo che gli fu cambiato il nome in epoca islamica per proteggerlo da vendette dopo la conversione dei Persiani all'Islam.

## Attrazioni
(Robert Byron, La via per l'Oxiana)
- Cheshmeh Ali:

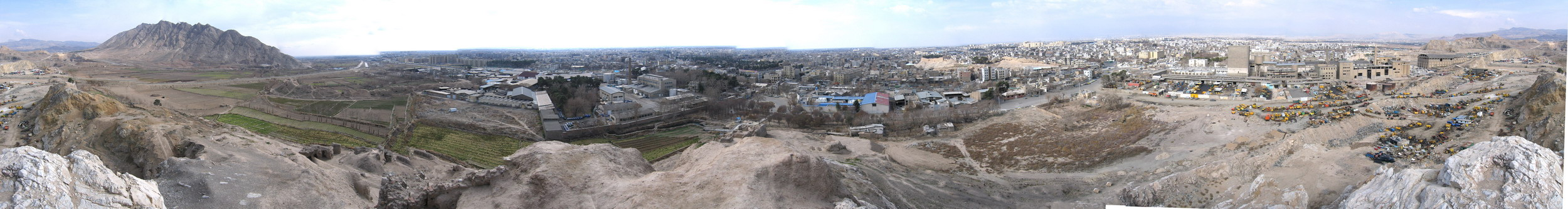
Panorama dalla collina di Rashkan verso Ray ed il monte Bibi-shahr-bano

Collina con sorgente. Nel 1933-6 Cheshmeh Ali fu scavata dagli archeologi del Boston Fine Arts Museum e del Museo Universitario dell'Università della Pennsylvania guidati da Erich Schmidt. Furono portati alla luce artefatti vecchi di 7000 anni. Alcuni degli oggetti scoperti sono esposti nei musei iraniani, a Chicago, ed a Filadelfia.
La collina, ora interamente livellata e con molti oggetti non più recuperabili a causa dell'espansione dell'insediamento degli anni ottanta e novanta, era la casa degli Ariani circa 6000 anni fa. Dato che Ray venne usata come centro ricreativo a causa delle sue belle attrazioni durante la dinastia Qajar, Fath Ali Shah esplorò spesso la città. Nel 1831 il suo ritratto e quello di alcuni principi Qajar furono scolpiti in una roccia a Cheshmeh Ali, ed i dintorni furono decorati con tavole coperte di poesie.
- Torre di Tughril:

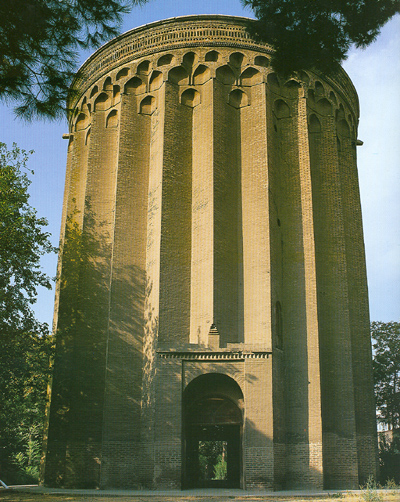
La torre di Tughrul, monumento de XII secolo che commemora il Sultano selgiuchide Toghrul Beg, è una delle strutture storiche tuttora in piedi

La struttura architettonica fu eretta durante il regno dei Selgiuchidi per ordine di Tughril Bey nel 1140, una volta trasferita la capitale da Nishapur (Neyshabour) a Ray. La torre è alta 20 metri e la superficie esterna è divisa in 24 sezioni che rappresentano le costellazioni e le 24 ore giornaliere.
- Shah Abbasi:

Uno degli antichi complessi residenziali e commerciali, usato come alloggio dai mercanti e situato nella via del santuario, vicino al Bazar. È composto da quattro verande ed è circondato da pietre utilizzate per delimitare i posti in cui i beni erano esposti e venduti dai commercianti.
- Bazar di Rey:

Situato a nord del santuario di Shah Abdol-Azim, comprende due sezioni ed un incrocio formato alla loro intersezione. È stato per molto tempo un centro di vendita di sale e spezie, erbe tradizionali e beni importati lungo la via della seta. La struttura è stata eretta in intonaco, mattoni, mattoni di fango crudo, e fango. Viene datato all'era safavide, ed è approssimativamente vecchio di 500 anni.
- Torre di Anyanaj:

Torre ottagonale, nota come Naqareh Khaneh, che si trova sulle pendici del monte Tabarak. Una cantina è unita alla torre tramite condotti sotterranei, ed un vestibolo è costruito all'esterno. La torre, costruita in pietra ed intonaco e decorata con mattoni e volte, risale alla dinastia dei Selgiuchidi.
- Cripta di Gebri:

Gli zoroastriani abitavano questa zona, ed erano soliti lasciare i corpi dei morti all'aria aperta, nelle cosiddette Torri del silenzio. Secondo la tradizione, una volta che il corpo si era decomposto le ossa rimaste venivano sepolte. Gli antichi zoroastriani disapprovavano la contaminazione della terra con un corpo intero, o la contaminazione del fuoco durante la cremazione. La cripta di Gebri aveva una struttura circolare, alta sei metri e costruita con pietra e malta. Risale al I millennio a.C., circa 3000 anni fa, ed è stata chiamata in modi diversi, come torre Khamoushan, Ostvaran, Ostkhan-ran, torre Marg e torre Sokout.
- Dipinti dei monarchi sui monti Ashkan:

Sulle pendici meridionali di monti Ashkan un'immagine degli Imperatori sasanidi è stata incisa nella roccia, eretta per questo motivo. L'immagine è rimasta incompleta. In seguito, per ordine di Fath Ali Shah, l'immagine fu cancellata e sostituita dal suo ritratto, mentre indossava in testa una corona e con in mano una lancia puntata su un leone.

## Rey oggi
Rey oggi è stata assorbita nella metropoli della Grande Teheran. È unita tramite la metropolitana al resto di Teheran. Scavi limitati nelle zone non toccate dai lavori iniziarono nel 1997, in collaborazione con l'Iranian Cultural Heritage and Tourism Organisation (ICHTO), il Department of Archaeological Sciences della University of Bradford e il Dipartimento di Archeologia dell'Università di Teheran.